# 奧克菲爾德鎮區 (愛荷華州奧德班縣)
奧克菲爾德鎮區（英語：Oakfield Township）是位於美國愛荷華州奧德班縣的一個行政鎮區。

## 地方資料
根據2010年美國人口普查的數據，奧克菲爾德鎮區的面積為103.20平方千米，當中陸地面積為103.00平方千米，而水域面積為0.20平方千米。當地共有人口314人，而人口密度為每平方千米3.04人。